# Hyptiotes xinlongensis
Hyptiotes xinlongensis är en spindelart som beskrevs av Liu, Wang och Peng 1991. Hyptiotes xinlongensis ingår i släktet Hyptiotes och familjen krusnätsspindlar. Inga underarter finns listade i Catalogue of Life.